# Tapuiasaurus
Tapuiasaurus – rodzaj zauropoda z grupy tytanozaurów (Titanosauria) żyjącego we wczesnej kredzie na terenach dzisiejszej Ameryki Południowej. Został opisany w 2011 roku przez Hussama Zahera i współpracowników w oparciu o fragmentaryczny, połączony stawowo szkielet (MZSP-PV 807) obejmujący niemal kompletną czaszkę wraz z żuchwą, kości gnykowe, kręgi, żebra, lewą płytę mostkową, prawe: kość kruczą i ramienną, lewą kość promieniową, kości łokciowe, kości śródręcza, udowe, lewą kość strzałkową i niemal kompletną lewą stopę. Skamieniałości te odkryto w formacji Quiricó w pobliżu miasta Coração de Jesus w brazylijskim stanie Minas Gerais. Na podstawie obecności szczątków mięśniopłetwych, małżoraczków i palinomorf wiek tych osadów ocenia się na apt.

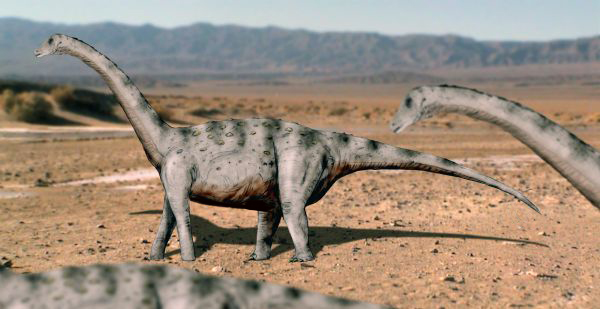
Rekonstrukcja

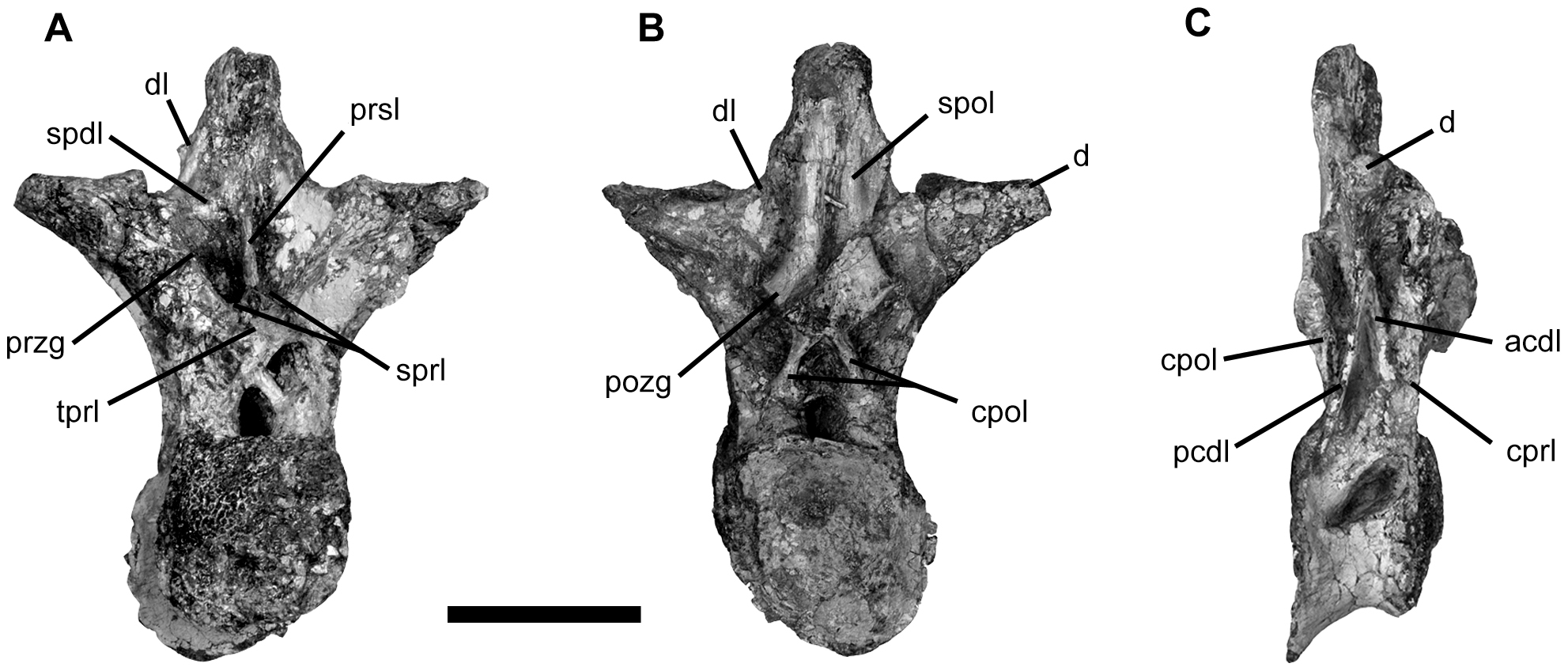
Kręg tułowiowy holotypu

Czaszka Tapuiasaurus cechowała się wydłużonym rostrum z prostymi kośćmi przedszczękowymi, cylindrycznymi zębami ciągnącymi się do wysokości okna poprzedzającego okno przedoczodołowe, nachylonymi ku przodowi kośćmi kwadratowymi i nozdrzami zewnętrznymi cofniętymi do poziomu oczodołów. Tego typu wydłużona czaszka, występująca u niektórych tytanozaurów, niezależnie powstała również u przedstawicieli grupy Diplodocidae. Tapuiasaurus jest najstarszym znanym tytanozaurem z taką morfologią czaszki. Okno przedoczodołowe tego rodzaju jest większe niż u większości Macronaria, choć wydłużone w mniejszym stopniu niż u nemegtozaura. Cechą wyjątkową Tapuiasaurus jest obecność przedniego wyrostka na kości jarzmowej pokrywającego górną krawędź kości szczękowej i tworzącego większość dolnej krawędzi okna przedoczodołowego. Budowa żuchwy przypomina tę występującą u innych Nemegtosauridae. Kość łokciowa jest wydłużona, a promieniowa rozszerzona na dystalnym końcu. Kręgi przedkrzyżowe są tyłowklęsłe i wysoce spneumatyzowane.
Według analizy filogenetycznej przeprowadzonej przez Zahera i współpracowników Tapuiasaurus jest zaawansowanym przedstawicielem Titanosauria – należy do kladu Nemegtosauridae, obejmującego również Nemegtosaurus i Rapetosaurus. Drugi spośród tych rodzajów jest prawdopodobnie bliżej spokrewniony z Tapuiasaurus, co wspiera kilka cech czaszki niewystępujących u nemegtozaura. Zaawansowana pozycja Tapuiasaurus – mimo iż wiele pozaczaszkowych synapomorfii zaawansowanych tytanozaurów jest u niego nieobecnych – jest silnie wspierana, a uzyskanie pozycji u podstawy kladu Lithostrotia wymaga wydłużenia drzewa o sześć stopni w stosunku do najbardziej parsymonicznego.
Nazwa Tapuiasaurus pochodzi od słowa Tapuia, w językach z rodziny Jê oznaczająca autochtoniczne plemiona środkowej Brazylii, oraz greckiego słowa sauros („jaszczur”). Nazwa gatunkowa gatunku typowego, macedoi, honoruje Ubirajarę Alvesa Macedo, który odkrył złoża w pobliżu Coração de Jesus.